# じごく少年ムマ
『じごく少年ムマ』（じごくしょうねんムマ）は、栗崎隆の学園ファンタジー漫画作品。2002年から2003年3月まで（第1期）「月刊ガイツ」（東京クリエイツ）に連載されていた。

## 概要
二戸（ふたこ）中学校に通学する中学生・昇無間（のぼりむま、後の「ムマ」）が陰湿なイジメにあい、その際に転落して重傷を負う。救急車で運ばれる途中、沿道の地縛霊である大戦中の軍馬・ムマの霊魂と呼応し一体化。無間は、「じごく少年ムマ」となって、いじめ・虐待（※内容）と戦うようになる。
同作品は作者・栗崎隆が児童相談所に勤務していた経験を反映し、学年間のいじめだけでなく、保護者による虐待までリアルに描写している点を、少年誌が強く敬遠したため、マイナー誌での掲載になったという。

## 内容
- ロールプレイングゲームを模したようなストーリー展開で、敵を倒すたびに使用できる呪文が増えるなど、ゲーム化を意識した描写が多い。
- 本作において、「いじめ」「虐待」は、すべて四魔（誰のこころにも例外なく共生する邪悪な思念）が霊を伴って実体化しているものと解釈され、霊・または本来の人格（霊媒）のどちらかを外部からの強い生命力によって中和しない限り消滅できないとされている。

## 登場人物
昇無間（のぼりむま）
本作の主人公。通称ムマ。13歳。
昇鮎（のぼりあゆ）
ムマの姉。本作のヒロイン。17歳。
ムマの生命力が落ちると、ムマと共に薬湯で沐浴し（いわゆる風呂に一緒に入る）抱きしめあうことでムマの生命力を回復させる。
また、ストーリーにおいて、こころの問題（特に心理学的な解説）をナレーションすることが多い。
陽炎（かげろう）
大戦中の軍馬・陽炎号であり、元祖ムマ。自身の守護神・摩利支天を無間に授けることで、無間を二代目ムマにした。
ピンチの前に、ピンチが近いことを告げる。
陰魔（おんま）
第11話から最終話まで登場する四魔の代表的メンバー。
陽炎の祖先であり、マリシを再中和することができる強敵。
ヤタラ・ケルナグール
ヨーロッパ留学編・ベルリンで暴力酒場を経営するハンガリー人・ヤタラ兄弟の弟。殴り専門。※ハンガリーの姓名はE式
ヤタラ・ブンドル
ヨーロッパ編・ヤタラ兄弟の兄。弟が客を殴り無抵抗になったところで兄がカツアゲする。やがて、ムマの姉・鮎に無力化され、ムマの仲間になる。

## ムマの代表的な技
ムマの繰り出す必殺技の多くに仏教用語が用いられている。
- 三界 - 相手の精神を欲界の無間地獄に落とし、霊媒の食欲と物欲を同時に高め餓鬼にすることで理性的な行動・判断を失わせる（第一話）
- ムドラー - 仏教の印章である三法印を空中に描き出し、相手の攻撃を中和する
- マリシ - 守護神・摩利支天を守護獣として召喚する。実体化まで二段階あり、まず「マリシ! 」の呪文で女神・摩利支の姿（裸体）が空間に浮かび上がり、次に「清浄! 」とムマが指さすと、守護獣として醜く実体化し、指さした相手に襲いかかる、というシーケンスとなる。